# Depuch Island
Depuch Island (of Warmalana) is een vulkanisch eiland in West-Australië. Het ligt voor de noordwestkust tussen Port Hedland en Roebourne, en is het belangrijkste eiland van de Forestier's archipel.

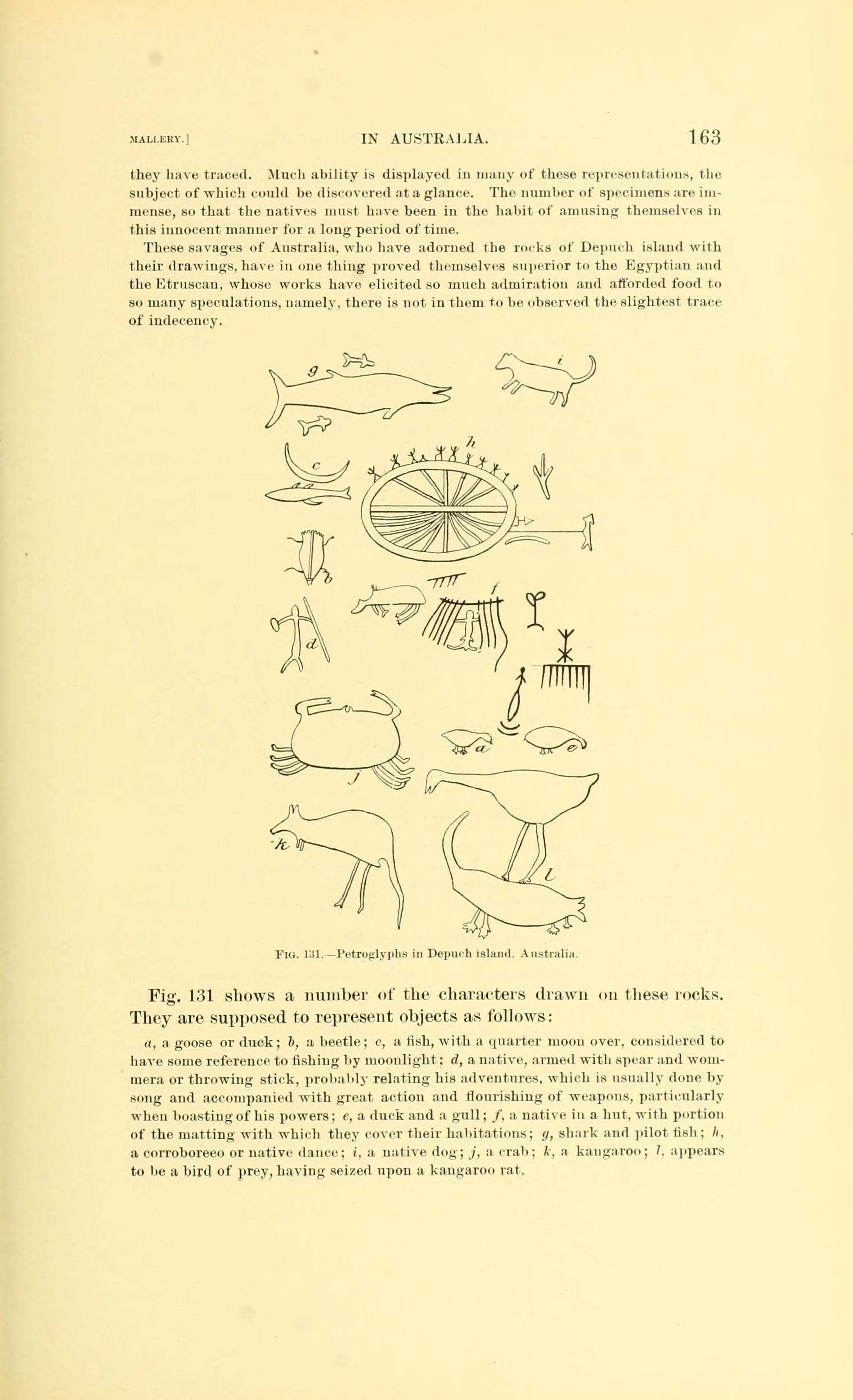
rotstekeningen op Depuch Island

## Geschiedenis
De oorspronkelijke bewoners van de kuststreek waren de Ngaluma Aborigines. De rotsen en stenen op het eiland zijn versierd met aborigineskunst. De Aborigines noemden het eiland Womalantha.
De eerste Europeanen die het eiland aandeden maakten deel uit van de expeditie van Nicolas Baudin met de Géographe in 1801. François-Michel Ronsard verkende het eiland. Hij ontdekte hutten en resten van kampvuren maar geen Aborigines op het eiland. Baudin had geen toestemming gegeven aan de wetenschappers die deel uitmaakten van de expeditie om Ronsard te vergezellen en Ronsard merkte de rotskunst op het eiland niet op. Baudin noemde het eiland ‘Ile des Amiraux’ naar een soort schelpen die Ronsard er gevonden had. Baudin overleefde de expeditie echter niet en Péron zou het eiland hernoemen naar de mineraloog van de expeditie, Louis Depuch.
Kapitein Wickham was de volgende Europeaan die het eiland aandeed tijdens een expeditie met de Beagle in 1842. Hij bevoorraadde zich met water in de door hem benoemde Watering Valley en merkte de aboriginesrotskunst wel op. Wickham tekende bijna honderd van de kunstwerken over. Wickham merkte ook op dat de Aborigines geen vlotten hadden en dus vermoedelijk bij laag water naar het eiland wandelden. Er werd een kleine rotskangoeroe waargenomen en een geschilderde astrild neergeschoten.
Sinds 1958 worden de rotskunst en de fauna op het eiland beschermd. Een voorstel voor een haven op het eiland in 1962 ging niet door.

## Fauna en flora
Op het eiland leefden ooit rotskangoeroes maar deze zijn uitgestorven door toedoen van de rode vos. In 1964 werd de laatste rotskangoeroe waargenomen. DNA-onderzoek wees uit dat de rotskangoeroes op het eiland het dichtst aanleunden bij de Petrogale lateralis subsp. lateralis. Die soort heeft het moeilijk op het vasteland en zou terug op het eiland kunnen geïntroduceerd worden. Depuch Island is door de zeespiegelstijging enkel nog over het water bereikbaar.

## Geografie
Depuch Island is 5 kilometer lang en 3 kilometer breed. Depuch Beacon, het hoogste punt van het eiland, bevindt zich 161,5 meter boven de waterspiegel bij laag water. Het eiland bestaat uit vulkanisch gesteente, vooral doleriet en graniet.

## Rotskunst
Op het eiland zijn meer dan 5.000 rotstekeningen geregistreerd.